# Sepahan
Foolad Mobarakeh Sepahan (persană باشگاه فوتبال فولاد مبارکه ی  سپاهان اصفهان) mai mult cunoscut ca Sepahan, este un club iranian de fotbal, din Isfahan, Iran. El evoluează în liga superioară a țării, Iran Pro League.

## Palmares
- Iran Pro League

Winners (5): 2002–03, 2009–10, 2010–11, 2011–12, 2014–15
Runner Up (1): 2007–08
- Hazfi Cup

Winners (4): 2003–04, 2005–06, 2006–07, 2012–13
- Liga Campionilor AFC

Runner Up (1): 2007

## Legături externe
- en  Club Official Website Arhivat în 8 mai 2012, la Wayback Machine.
- en  The Club page in Soccerway.com Arhivat în 15 octombrie 2013, la Wayback Machine.
- en  The Club page in Transfermarkt.com